# Un elmetto pieno di... fifa
Un elmetto pieno di... fifa (Le Mur de l'Atlantique) è un film del 1970 diretto da Marcel Camus.
È l'ultimo film di Bourvil che morì poco dopo le riprese.

## Trama
Durante la seconda guerra mondiale, nella Francia occupata dai tedeschi, Leon Duchemin è un ristoratore che vive con Maria, sua sorella, e Juliette, sua figlia. Una notte, durante un raid aereo, Jeff, un aviatore britannico il cui aereo venne abbattuto, atterra vicino alla casa dei Duchemin. Leon aiuta Jeff a fuggire e tornare in Inghilterra. Durante il viaggio Leon viene scambiato per una spia, ma riesce a salvarsi.